# Arado Ar 197
L'Arado Ar 197 era un aereo da caccia imbarcato monomotore con configurazione alare biplana realizzato dall'azienda tedesca Arado Flugzeugwerke GmbH negli anni trenta e rimasto allo stadio di prototipo.
Proposto come velivolo in dotazione alla portaerei della Kriegsmarine Graf Zeppelin, risultò inferiore ai concorrenti ed il programma di sviluppo venne interrotto.
Fu l'ultimo caccia biplano ad essere costruito in Germania.

## Utilizzatori
Germania
- Luftwaffe